# Ostrów (powiat łaski)
Ostrów – wieś w Polsce, położona w województwie łódzkim, w powiecie łaskim, w gminie Łask. Położona w odległości ok. 3 km na wschód od Łasku.
W latach 1975–1998 miejscowość należała administracyjnie do województwa sieradzkiego.

## Integralne części wsi
| SIMC    | Nazwa    | Rodzaj    |
| ------- | -------- | --------- |
| 0707171 | Ostrówek | część wsi |
| 0707188 | Tumidaj  | część wsi |
| 0707194 | Żdżary   | część wsi |

## Historia

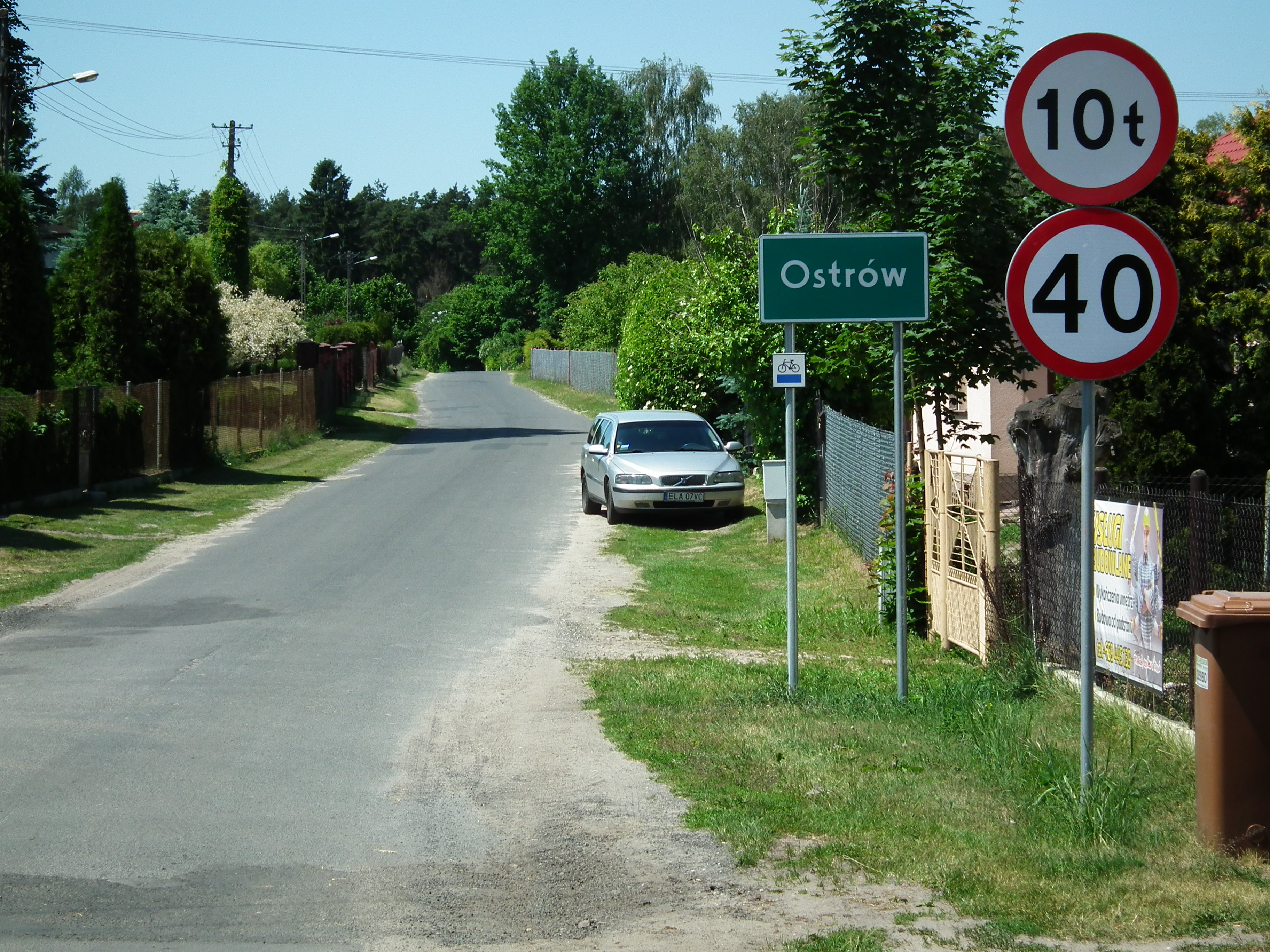
Widok ogólny od wschodu

Najstarsza wzmianka o wsi pochodzi z 1366 r. Od 1493 r. do drugiej wojny światowej wieś była częścią składową dóbr łaskich. Po wygaśnięciu rodu Łaskich w połowie XVII wieku dostaje się Nadolskim, później Wierzbowskim, w XVIII wieku – Załuskim, od 1798 r. – Wyganowskim, po nich Czołhańskim i Kręskim.
Z Ostrowa 26 sierpnia 1863 r. rozpoczęła się pogoń za powstańczym oddziałem Bąkowskiego sotni kozaków rotmistrza von Grabbego, która w sąsiednich Sędziejowicach poniosła klęskę.
W 1895 r. dobra łaskie, także Ostrów, nabył od Edwarda Kręskiego, za 1 milion i 400 tys. rubli, Michał Szweycer herbu Zadora z Rzeczycy w Ziemi Rawskiej. Jego syn – Janusz objął ten majątek w posiadanie w 1911 r. i zamieszkał tu na stałe. Niedługo po II wojnie światowej rezydencja Szweycerów została przekształcona w ośrodek wczasowy, a od 1959 r. mieszczą się tu szkoły ogrodnicze.
Janusz Szweycer, ostatni właściciel majątku, był ostoją dla legionistów i POW-iaków, którzy w 1917 r. odbywali tu ćwiczenia.

## Zabytki
We wsi zachował się eklektyczny dwór murowany zbudowany przez Janusza Szweycera w latach 1917–1918 według projektu Romualda Gutta (projektował m.in. budynek GUS w Warszawie), ustawiony frontem „według nieba i zwyczaju polskiego za pięć dwunasta”. Na sosrębie widnieje napis: „Ci, co w tym domu bywają, co nam życzą, niechaj sami mają”. Obok data: 1918. Był tu piękny zegar słoneczny z napisem” „Horas non numero nisi serenas” (Liczę tylko godziny szczęścia) i herbem. Otoczenie dworu zostało w czasach komunistycznych znacznie zniekształcone nie dopasowanymi do założenia dworskiego budynkami. Zachowały się resztki parku ze starannie utrzymanymi oczkami wodnymi.

## Szlaki turystyczne
Przez wieś prowadzi  niebieski turystyczny Szlak „Osady Braci Czeskich” (65 km): Widawa (PKS) – Ruda – Chrząstawa – Faustynów – Walewice – Pożdżenice – Zelów – Zelówek – Bocianicha – Grzeszyn – Gucin – Rokitnica – Talar – Barycz – Ostrów – Łask Kolumna (PKP, PKS).